# オウム真理教の兵器
オウム真理教の兵器（オウムしんりきょうのへいき）では、オウム真理教が購入・開発した兵器について解説する。

## 小火器
自動小銃（AK-74）
ソ連軍が採用した自動小銃AK-74を基に銃の密造を企てた（詳細は自動小銃密造事件を参照のこと）。麻原の指示で合計1000丁量産する計画が立てられ彼の命名で「ナーディー」、弾薬は「プラーナ」と呼ばれていた。
目潰し用レーザー兵器
通称「輪宝」。村井秀夫が開発した。実際に公証人役場事務長逮捕監禁致死事件で使用されたが、効果は無かった。麻原の提案で、競走馬に照射して番狂わせを起こし一儲けしようとしたこともあり、平田信が実行したが成功しなかった。また1994年には井上嘉浩や現役自衛官の信者らが広島市の三菱重工業研究所に侵入し、レーザーに関する軍事技術のデータ書類等を窃盗した。
広瀬健一によると、レーザー兵器開発の始まりは麻原がノストラダムスの予言に出てくる「剣」をレーザー兵器、「鮭」を「ICBM」と解釈した為である。中川智正によるとレーザー兵器開発の歴史は古く、真理党惨敗前の1989年春から始まっていたという。
改造拳銃
元暴力団員の信者から譲ってもらったが、撃針が歪んでおり暴発の危険があった。
爆薬
中川智正や土谷正実らにより、黒色火薬、RDX、PETN、TNT、HMX、ニトログリセリンが製造された。黒色火薬は島田裕巳宅爆弾事件で、RDXは東京都庁小包爆弾事件で使用された。
火炎瓶
東京総本部火炎瓶事件で使用した。
プラズマ兵器
麻原は第三次世界大戦でNBC兵器を凌駕するプラズマ兵器、恒星反射砲が使用されると語っていた。そこでオカムラ鉄工から奪い取ったプラズマ切断機を参考に兵器をつくろうとしていたが失敗した。他にも村井はICBMや衛星攻撃兵器など、オウムの規模では無謀な構想を思いついては部下に作らせようとしたため、広瀬や土谷は対応に苦慮したという。
M20 3.5インチ対戦車ロケット発射器、9K38イグラ携帯式防空ミサイルシステム、RPOロケットランチャー
オウムの拠点に強制捜査が入った際に発見された携帯式装備。いずれも外国から密輸されたものである。

## 生物化学兵器

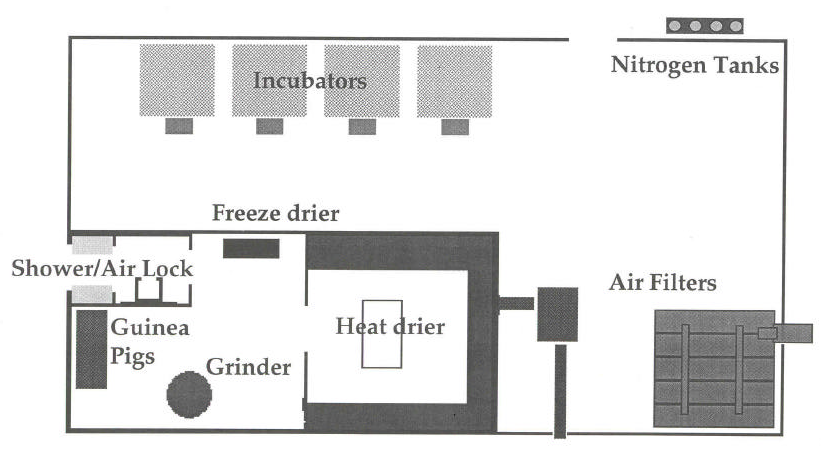
旧上九一色村に設けられた生物兵器製造施設のレイアウト

### 生物兵器
ボツリヌス菌・ボツリヌストキシン
遠藤誠一らが十勝川流域で土を採取、中川智正、村井秀夫らと共に分離・培養を試み何度か散布したが効果はなかった。教団内の隠語はボツリヌストキシンからとられた「T」、坊つちやんからとられた「ボッチャン」。
ボツリヌス菌によるテロの着想は、1989年の４月に麻原の４女松本聡香が生まれた際に、出産に立ち会った遠藤誠一が麻原に対し「乳児にはボツリヌス菌が含まれる蜂蜜を与えないように」と進言したことにあった。これによりボツリヌス菌に興味を抱いた麻原はさらに遠藤から「ボツリヌス菌は世界最強の毒で、これを東京で撒けば、中央線の沿線で数十万人が即座に死ぬ」と聞かされ、麻原は遠藤にボツリヌス菌の大量培養を命じた。その後、遠藤は早川紀代秀、新実智光らとともに北海道の奥尻島や石狩川の流域へ行き、ボツリヌス菌が含まれる土を採取した。持ち帰った土のサンプルを取り、各部分を培養してボツリヌス菌を増殖させ、それをマウスの尻尾に静脈注射することで毒性を調べたが、マウスは死ぬことも生存することもあった。ベンチ規模、プラント規模で何度も培養を試みるが、結局生物兵器としてのボツリヌス菌大量培養は失敗に終わった。
麻原は、撒いたのは遠藤誠一の大腸菌であり危険性はゼロだと主張した。
炭疽菌
教団内の隠語は「CCチャン」（「炭（炭素）」の元素記号からとられた）。1992年頃より遠藤誠一によって培養が始められ実際に散布したが効果は無かった。軍事用が入手できず、無害化されたワクチン株を有毒化しようとしたが成功しなかったとされる。入手元は不明だが遠藤の母校帯広畜産大学から入手したという説がある。「スーパーCC」というのもあり麻原らが横浜に撒いたが効果は無かった。当初の予定では皇太子徳仁親王と小和田雅子の結婚の儀に合わせて撒く予定だった。またご成婚の儀に合わせ大量散布すべく何度も噴霧実験を行った結果、近隣住民から批判の声が上がることとなった。
赤痢菌
遠藤誠一が冷凍保存していた。
エボラウイルス
構想のみ。アフリカ救済ツアーと称して麻原や教団の医師らがザイールまで向かったが、ウイルス株の入手に失敗した。

### 化学兵器
サリン
池田大作サリン襲撃未遂事件、滝本太郎弁護士サリン襲撃事件（1993年）、松本サリン事件（1994年）や地下鉄サリン事件（1995年）で使われた毒ガスで、1993年8月に土谷正実が製造に成功する。サリン70t製造を目指してサリンプラントの建設も試みた。教団内の隠語は魔法使いサリーからとられた「魔法」「魔法使い」「サッチャン」「サリーちゃん」「サリー」「魔法使いサリー」または「妖術」「S」「チャチャ」。麻原は、サリンは原爆と違って建造物が残るため「省エネ原爆」だと説明していた。
VX
1994年9月に土谷が製造に成功、主に教団に敵対する人物の殺害に使われた。松本サリン事件でサリンが有名になったことによる代替物としての意味もあった。教団内の隠語は土谷が命名した「神通力」。井上嘉浩によると「ツァンダリー」という隠語もあった。麻原はVXを使用することを「ひっかける」と表現していた。
青酸ガス
1994年に土谷が青酸ガスの製造に成功した。後に警察の捜査かく乱のために、青酸ガスの原料であるシアン化ナトリウムを使って、新宿駅青酸ガス事件を起こすことになった。
ホスゲン
1990年秋より研究を開始した。ホスゲンプラント計画もあった。しかし同年、国土法事件で熊本県警の強制捜査が入るとの情報を得たため、製造装置を解体し中断した。捜査した熊本県警は、まさか毒ガス製造装置があるとは思わず発覚することはなかった。その後1994年に新実智光らが坂本弁護士一家殺害事件とオウムを追及していたジャーナリスト江川紹子宅に散布し、江川に全治2週間の傷害を与えた（江川紹子ホスゲン襲撃事件）。
イペリットガス
1994年頃にイペリットガスの製造に成功した。隠語は「おでん」だったとの説があるが藤永孝三が「おでんはない」と否定している。外部に漏れ出て、信者に火傷を負わせたことから、「スパイの仕業」ということになり、疑われた男性信者が殺害された（オウム真理教男性現役信者リンチ殺人事件）。
ソマン
1994年3月に土谷がソマンの製造に成功した。サリンのほうがコストが若干安いので量産されなかった。

### 散布装置
風船爆弾
生物兵器を搭載する計画だったが、1990年に国土法違反事件で波野村の教団施設に強制捜査が入り、証拠隠滅のため破棄された。開発を担当した上祐史浩によると、どこに飛んで行くかわからないため非効率であり中止されたという。
ホスゲン爆弾
ホスゲンを入れた鞄型散布装置。詳細はオウム真理教の国家転覆計画#ホスゲン爆弾計画を参照。
霧どんどん
第1次池田大作サリン襲撃未遂事件で使用した農薬噴霧器。内部にサリン600gを装備していたが実際の現場では放出したサリンが飛散せず車内にも入るなどして機能しなかった。
ウォーターマッハ
亀戸異臭事件で使用した噴霧器。豊田亨が開発。
六法煙書
村井が東急ハンズで購入したおもちゃの液体噴霧器。名称の由来は六法全書の形をしていたから。地下鉄サリン事件直前の霞ヶ関駅細菌テロ未遂でボツリヌストキシン散布用に使用された。
迫撃弾
サリン散布のために試作されたが、弾体からサリンが漏出したため開発は中止された。

## 乗り物

### 車両

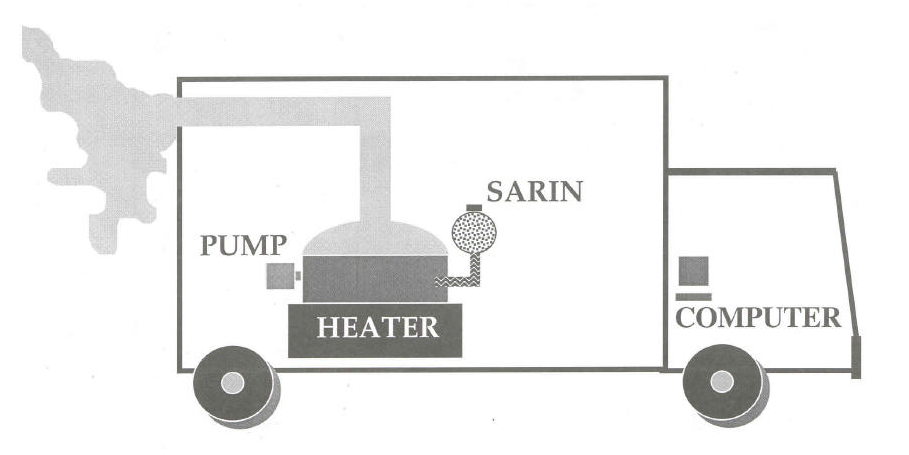
実際に製造されたサリン噴霧車

サリン噴霧車（旧型）
村井らが幌付き2 tトラックを改造し荷台にガスバーナーと送風機による加熱気化式噴霧器を搭載する。本車は第2次池田大作サリン襲撃未遂事件で使用した。製造を手伝った滝澤和義は「気化中に火事になりますよ」と指摘したが村井は受け付けず、実際に使用すると幌に引火して火災が発生し襲撃に失敗したばかりでなく、運転手役の新実智光がサリンに被曝して危うく命を落としかけるなど散々な結果に終わった。
サリン噴霧車（新型）
村井、渡部和実、藤永孝三らが観音扉箱バン型2 tトラックを改造、前回の教訓から貨物室はアルミ製の物を使い、ガスバーナーは電気ヒーターに変更した。コンテナ上部のタンク内の液体を電気ヒーターで加熱した銅容器内に落下させ、これを加熱して気化させ、それを荷台に取り付けた大型送風扇で外部に噴霧する。松本サリン事件で使用した。
霧どんどん装備車
農薬噴霧器を搭載した乗用車。前述の池田大作サリン襲撃未遂事件で使用されたが装置の故障やサリンが車内に入るなどの欠陥を抱えていた。
炭疽菌噴霧車
10 tトラックを改造、高速回転する円盤で散布する仕組み。杉本繁郎などが運転手を務め、上祐史浩、新実、早川紀代秀ら最高幹部や麻原も搭乗、散布を指揮したことがある。
レーザー兵器搭載車
前述の「輪宝」をトラックに搭載したものであり、地下鉄サリン事件捜査撹乱のため警視庁の警官を狙う話もあったが、車両が事故で警察に見つかっていたので中止された。
ボツリヌス菌（ボツリヌストキシン）噴霧車
1993年に創価学会本部がある信濃町を襲撃しようとしたが警備体制の厳しさをみて中止され使用されなかった。
ワゴン車
松本サリン事件で、サリン噴霧車を護衛するために使用された。
T-72M
ソ連製の主力戦車で125mm砲と機関銃を装備している。M型は輸出用のダウングレートされた仕様で本車を300両購入する計画が存在していた。これは戦車旅団や大隊の編成を可能にする。しかし、T-72だけ購入しても様々な問題が浮き彫りになる。乗員の訓練や実戦で必要な砲弾に使用する燃料、更に実戦と演習に必要な燃料、更に前線基地の確保と車両の輸送手段と予備部品の確保をどうするつもりだったのかは不明でT-72Mのみならず以下の車両も購入する計画に含まれていた可能性がある。
BMP-2歩兵戦闘車×78両
ZSU-23-4M2シルカ自走式高射機関砲×3両
BREM-1装甲回収車×48両
IMR-2戦闘工兵車×24両
MTU-72自走戦車橋×12両
KrAZ-260A輸送トラック×75両
Faun HZ 40.45 Herkules戦車運搬車×465両
ATZ-8燃料輸送車×13両
UAZ-469B小型汎用車×99両

### 船舶
マハーヤーナ号
保有するクルーザーの1隻でボツリヌス菌噴霧器を装備する計画があった。
ヴァジラヤーナ号
保有していたクルーザーの1隻だが特別な装備はない。
特殊潜航艇
1991年12月、「オウム海中都市構想」を企てた麻原が、その手始めとして村井らに命じ建造させた。発端は富田隆が映画『彼女が水着にきがえたら』に潜水艇が出てくることを話していたところ、麻原がオウムでも潜水艦ぐらい作れると言い出したことであるという。教団の雑誌「えんじょい・はぴねす」に掲載される予定だった。
動力源はディーゼル・エレクトリック機関を目指していたが開発が進まず、やむなく試作機の動力源は人力となった。しかし、操縦士役の端本悟曰くその外観は「ドラム缶2本を連結し、側面に穴を空け、その部分にコックピットのような形で透明な洗面器を取り付けたもの」という、潜航艇とは名ばかりの粗末なものであったという。静岡県沼津市の沼津港で進水式と試運転を行ったが、ハッチの不具合と水圧により、進水直後にクレーン車ごと沈没、端本が内部に取り残され、教団関係者も立ち去ってしまったため、地元のダイバーに救出された。後に彼は裁判にて「潜水艦が沈み内部に取り残されていたときは、走馬灯のように今までの人生が思い出された。オウムにめぐり合っていなければ…。」と悔恨の供述をしている。またこの後に端本は麻原に対して「こんな馬鹿な作り物はない」と訴えたが、麻原から「それは村井が悪いんじゃない、お前が否定的な観念を持つからそうなるんだ！」と返され「麻原は馬鹿で馬鹿でどうしようもない」と供述している。
タンゴ型潜水艦(仮、2隻:B-290、B-303?)
ロシアから潜水艦を購入する予定があったものの実現していない。しかし、当時のオウムでも原子力で稼働するような潜水艦の購入は不可能であるため通常動力型のタンゴ型と思われる。なお仮に就役したとしても定期的なメンテナンスをする専用の整備基地や乗員の訓練校の確保が要求されるため困難であるとの見方がある。
チューリャ型魚雷艇(仮、4隻:T-1、T-2、T-3、T-4？)
ロシアから購入する予定があったものの実現しておらず具体的にどの様な形式を何隻揃える予定だったのかは不明だが、建造されてから比較的新しいチューリャ型だと思われるが戦車隊や航空隊による予算の制約もあって4隻しかもらえない可能性がある。
ロブーチャ級揚陸艦(仮、1隻:BDK-200?)
主に購入した戦車やヘリコプターを傭兵200名と共に輸送するための揚陸艦を購入する計画があったとされるが貨物船とも言われている。前者の場合であれば地下鉄サリン事件以前にロシアで退役が始まった建造時期が新しいロブーチャ級であるが、後者の場合はヘリコプターを輸送できるほどの大型船は種類が少なく推察すればSA-15型貨物船と思われる。なお、護衛が足りなくなる際は武装した信者を乗せた遠洋漁船や貨物船が宛がわれる可能性もある。

### 航空機
ラジコンヘリ
サリン噴霧用に1993年11月に宇都宮市で2機購入した。1機170万円、最高速度140 km/h、平均速度100 km/hの農薬噴霧用ラジコンヘリであったが、岐部が実機とレバーが違うのに戸惑い、操縦ミスで1機は木に激突、もう1機は急上昇して操縦不能になり大破し放棄された。村井はこれに激怒し岐部は事実上の降格となった。
1995年3月の地下鉄サリン事件以降にオウム真理教事件への本格的捜査が行われる中で、オウムがラジコンヘリを2機購入していることを把握した日本政府は、逮捕された岐部の供述からラジコンヘリ2機が大破したことを聞かされるまで、オウムがラジコンヘリを使って空からサリンを散布することを念頭に対策を検討していた。
飛行船
理系信者獲得のための広報およびサリン散布を目的として、村井らによって試作された。当初は全長100 mに達する計画だったが実際に製作されたものは全長10 m程度で、飛行試験中に近傍の小学校に不時着するなど制御が困難だったため実験のみに止まった。「ガルーダ」と呼ばれていたという。しかし、全長100mでは積める武器もサリンも限られており悪天候では飛べないためヘリに置き換えられる可能性もある。
Mi-17ヒップH
教団存続時に1機保有していたソ連のミル設計局で開発されたヘリコプターであり、ロケット弾や対戦車ミサイルなどを装備させて武装ヘリコプターとして運用することも可能。公安調査庁は「軍用」ヘリとし、麻原は「民用」ヘリとしている。
早川は1992年からの3年余に21回ロシアを訪れ、人材発掘と武器購入に奔走、1994年6月に購入した。旧タタール自治共和国で製造され、旧アゼルバイジャン共和国で使用された中古機であり、アゼルバイジャンからスロバキア、オーストリアまで陸上輸送された後、オランダのロッテルダム港経由で横浜港大黒ふ頭まで海上輸送され、上九一色村の教団施設に運び込んだ。航空法に基づく飛行許可は出ておらず、飛行すれば法律違反であった。岐部哲也がヘリコプター免許を取得していたが、敷地内でホバリングをしたのみにとどまり、飛行することはなかった。試運転で壊れたとも伝わる。
サリン噴霧に使おうとしたとされる。対して麻原は説法会の為に飛ばしたり、マハーポーシャのパソコン部品を台湾から空輸するのに使うためと弁解している。ヘリの存在は強制捜査以前から地元住民に知られており、不審がられていた。現在はジブチの空軍が所有している。問題は最大購入数であるが1機だけでは首都に対してのサリン噴霧に足りないため(満載にすると航続力が低下するためサリンを積める量は限定される)2個飛行隊程度の合計28機(Mi-17×14機、Mi-17-1V×14機)が購入された可能性がある。
Mi-24/25/35ハインド
入手が予定されていた本格的な攻撃ヘリコプターで対地攻撃や兵員輸送に特化している。だが当時のハインドの新型の購入はソ連崩壊直後であっても不可能であり既に旧式化した初期生産型や輸出用に性能を落としたモンキーモデルと思われる。装備機数は不明だが飛行隊はもちろん本格的な練習機型も揃えないと運用できないため合計130機(Mi-24ハインドA×12機、Mi-24AハインドB×12機、Mi-24FハインドA×16機、Mi-24UハインドC×18機、Mi-24VNハインドE×18機、Mi-25ハインドD×18機、Mi-35ハインドE×14機、Mi-35PハインドF×22機)の可能性がある。
MiG-29(9.13B)ファルクラムC
購入計画があったソ連製の第4世代の制空戦闘機。しかし、ソ連崩壊直後とはいえ戦闘機を運用する環境整備や人材の育成と兵站の維持などを想定すると維持できたかは疑問が残る。もちろん購入できても実際に戦力として運用できたかも疑問であり戦車隊を持つ計画と合わせると機数は1個飛行隊程度の14機に限られていたと思われる。もちろんMiG-29を14機配備しても支援機が足りないため、以下の様々な機体が入手すると思われた。もちろん実際にオウムは手にすることはなかった。。
MiG-29(9.12B)ファルクラムA(制空戦闘機、14機?)
MiG-29UB(9.51)ファルクラムB(復座練習機、2機?)
L-39ZAアルバトロス(復座練習機/軽攻撃機、2機?)
Mi-26ヘイローA(大型輸送ヘリコプター、15機?)
Ka-31ヘリックス(早期警戒管制ヘリコプター、2機?)
他、Yak-52Bプロペラ練習機を11機?

## 核兵器
ウラン型原子爆弾
1993年9月、麻原他20名程（出家信者10名近く、村井秀夫ら科学班10名程）の一行はオーストラリアを訪問した。この時、有望なウラン鉱脈がある可能性の高い地域であるバンジャワン（パースから北東へ700kmの内陸部、東京都ほどの広さ）の牧場（牧羊地）を、「人目につかない静かな土地が欲しい」ということで現地で不動産業を営んでいた日本人女性の仲介により約4000万円で購入した。交渉には麻原彰晃・野田成人・早川紀代秀が関わった。その後、小型飛行機2機をチャーターし、上記女性の案内で同地に向かい、ガイガーカウンターを用い、土地を調査した。
麻原一行は掘削機（コベルコのミニユンボ2台）や発電機や実験器具なども持ち込んでいた。しかし、これらはほとんどが現地当局によって没収され、この時は罰金50万円を支払った。掘削機などは現地で約2000万円で調達し直された。
核兵器の開発責任者は科学技術省幹部の豊田亨で、「豊田研究所」という研究施設が開設され核兵器の開発（硝酸や大量のバッテリーなどを用いたウラン鉱石の精錬工程の実験と推測される）が行われた。その後教団により研究施設は閉鎖され、撤収の際証拠物件は埋められたり焼却されたりして隠滅された。同地は教団により2400万円で現地のある牧場主に売却された。
日本国内では、村井秀夫、野田成人らが愛媛県由利島など瀬戸内海を中心に放射線感光フィルムで調査したが成果は出なかった。また、ウラン鉱脈があることで知られる人形峠の調査を行い、中田清秀が、ロータス・ビレッジ建設のためという名目で土地の取得に動いたものの、地元の反対にあって頓挫している。この土地取得の真の狙いはウラン採掘のためだったと考えられている。
なお、ウラン濃縮は濃縮設備そのものの設備投資は安くすむが、大変高度な技術力と大規模な設備とそれを稼動させるために都市一個分にも匹敵する莫大な電力が持続して必要とされる。オウム程度の規模と技術の団体では、たとえウラン鉱石を入手できたとしても、濃縮は不可能である。それ以前にウランを日本に輸送する手段すらも無かったと思われる。野田は、絶対実現しないプロジェクトなので気楽だったと語っている。
また、1994年6月27日の松本サリン事件の9ヶ月前（つまり1993年9～10月頃）に、同地でサリン実験をしたという説がある。「羊を可動柵で囲って密集させ、地下鉄に見立ててサリンを散布する実験が行われ、羊の大量の白骨死骸や毛の分析からサリンの使用痕跡が検出された」とのことだが、野田は上記の入国検査でもわかるように「現地にサリンそのものやサリンの原材料を持ち込むことも、現地でサリンの原材料を調達することも不可能」としてこれを否定、オーストラリア人向けの陰謀論であるとしている。ちなみにオーストラリア当局から羊を処分せよと命令されたのを麻原が「羊に罪は無い」といって断固拒否した話が残されている。サリンを製造した土谷正実も、「動物実験はしない。動物を殺すと悪業になる。今の人間は動物より悪業を積んでいる。だから、効果は本番で試す」と語っていた。
1994年には、ロシア高官と核兵器の購入について協議したとされ、教団幹部メモ（早川ノート）には核弾頭の値段についての記述があった。